# توطئه‌آمیز: قسمت ۳
توطئه‌آمیز: قسمت ۳ (به انگلیسی: Insidious: Chapter 3) یک فیلم ترسناک فراطبیعی آمریکایی به نویسندگی و کارگردانی لی ونل است که به عنوان اولین کارگردانی وی به حساب می‌آید. این سومین قسمت در سری فیلم‌های توطئه‌آمیز به‌شمار می‌رود که پیش‌درآمدی بر دو قسمت اول است. در این فیلم بازیگرانی همچون درموت مالرونی، استفانی اسکات، آنگوس سمپسون، لی ونل، هیلی کییوکو و لین شی ایفای نقش می‌کنند. توطئه‌آمیز: قسمت ۳ در تاریخ ۵ ژوئن ۲۰۱۵ اکران شد.
داستان فیلم قبل از اتفاقات دو قسمت قبل رخ می‌دهد و داستان اِلیس (لین شین) را روایت می‌کند که به خانه خانواده برنر فراخوانده شده تا در آنجا دختر خانواده به نام کویین (استفانی اسکات) که دچار مشکلات روحی ناشی فعالیت‌های ارواح شده، را درمان کند اما..

## دنباله
دنباله این فیلم تحت عنوان توطئه‌آمیز: آخرین کلید در سال ۲۰۱۸ به کارگردانی آدام روبیتل روی پرده‌های سینما رفت، که توانست موفقیت‌های فیلم‌های قبلی را تکرار کند.